# 智慧城市展
智慧城市展是一項在台北世界貿易中心南港展覽館舉辦之國際性智慧城市展覽，由台北市電腦公會主辦。
基於能源、交通、防災、環境、教育、衛生、治安、醫療等因素已成為全球化的衍生問題，加上物聯網成為各國發展智慧城市的關鍵趨勢之際，長年以舉辦大型資通訊展覽聞名的台北市電腦公會，遂於2014年，整合過往台北國際電信展與台北電信應用展的經驗，以及智慧城市引發的各類議題，重新打造成結合解決方案展示與趨勢議題探討的「智慧城市展」，並發展至今。
以物聯網為主軸所帶動的實境展示、環境實作、城市發展應用，以及結合雲端運算建構的解決方案，是展覽中主要的關鍵特色。
此外，有別於其他「售票制」展覽，這項展覽也規劃了展覽門票自動售票系統，藉以解決人工售票時的排隊流量問題。

## 主要活動
智慧城市創新應用獎
「智慧城市創新應用獎」是基於各縣市政府機關以及行政院各部會所屬機關的資訊網路應用提出的實際解決方案成果所設計的獎項，現時劃分為「縣市政府組」、「使用者單位組」、「創新規劃組」進行，且依照不同類組，有設置各類主題領域的評選。
智慧城市論壇
配合展覽的進行所設計的「智慧城市論壇」，依照展覽探討的議題差異，主要以「智慧城市首長高峰論壇」、「打造兩岸智慧城市標準產業高峰會」、「智慧交通論壇」、「智慧生活趨勢論壇」、「智慧醫療產業論壇」等分項主題式論壇的方式進行。
大多數的部分專業性主題論壇會邀集資通訊廠商與政府機關進行演講，首長論壇與兩岸產業高峰會則多半以國際交流為主。

## 圖集

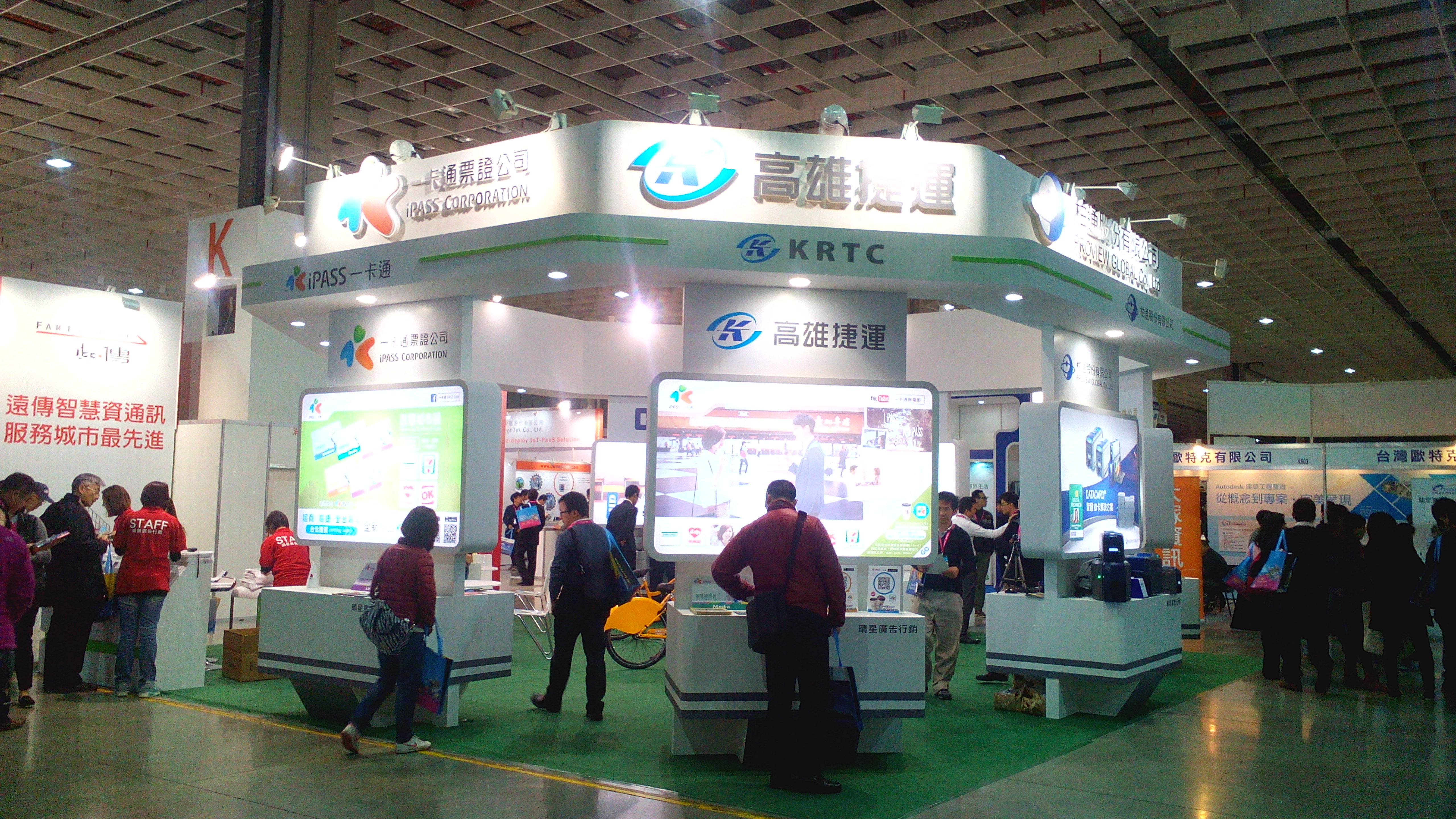
高雄捷運公司與一卡通票證公司的聯合展區，目前此展的展場識別證系統係採用一卡通之系統進行運作[7]。
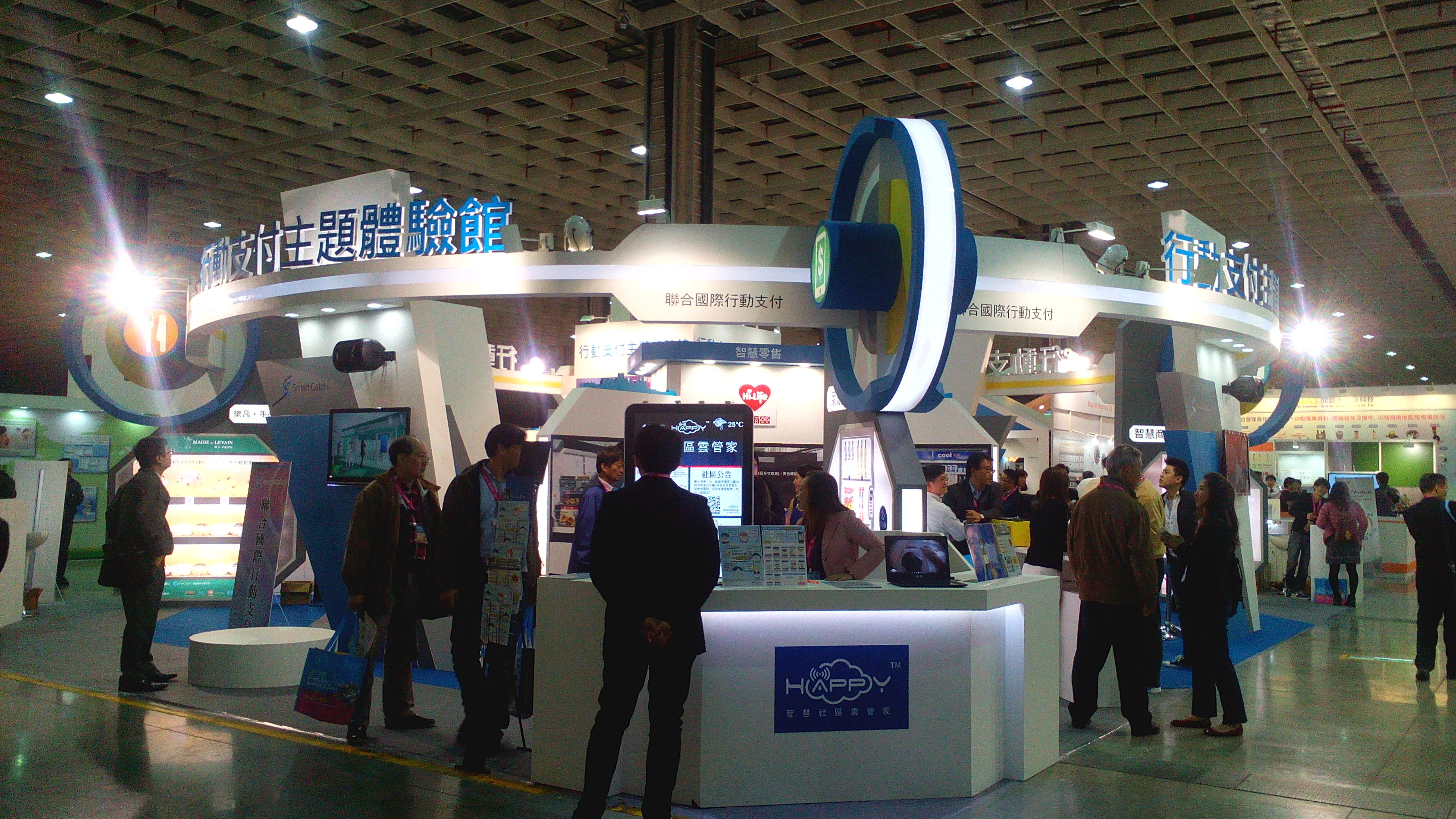
行動支付主題館。
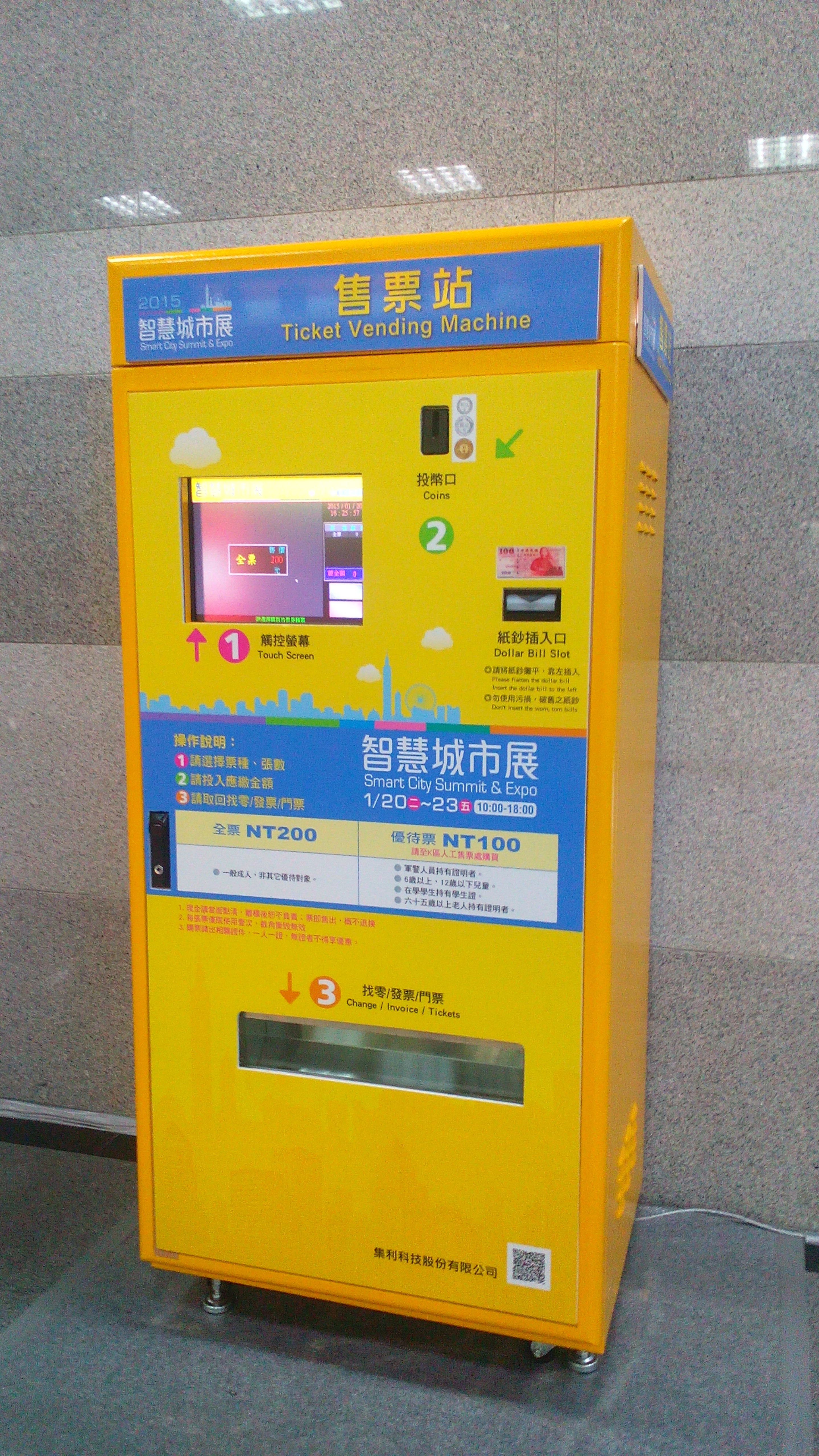
集利科技於此展設置的自動售票機。
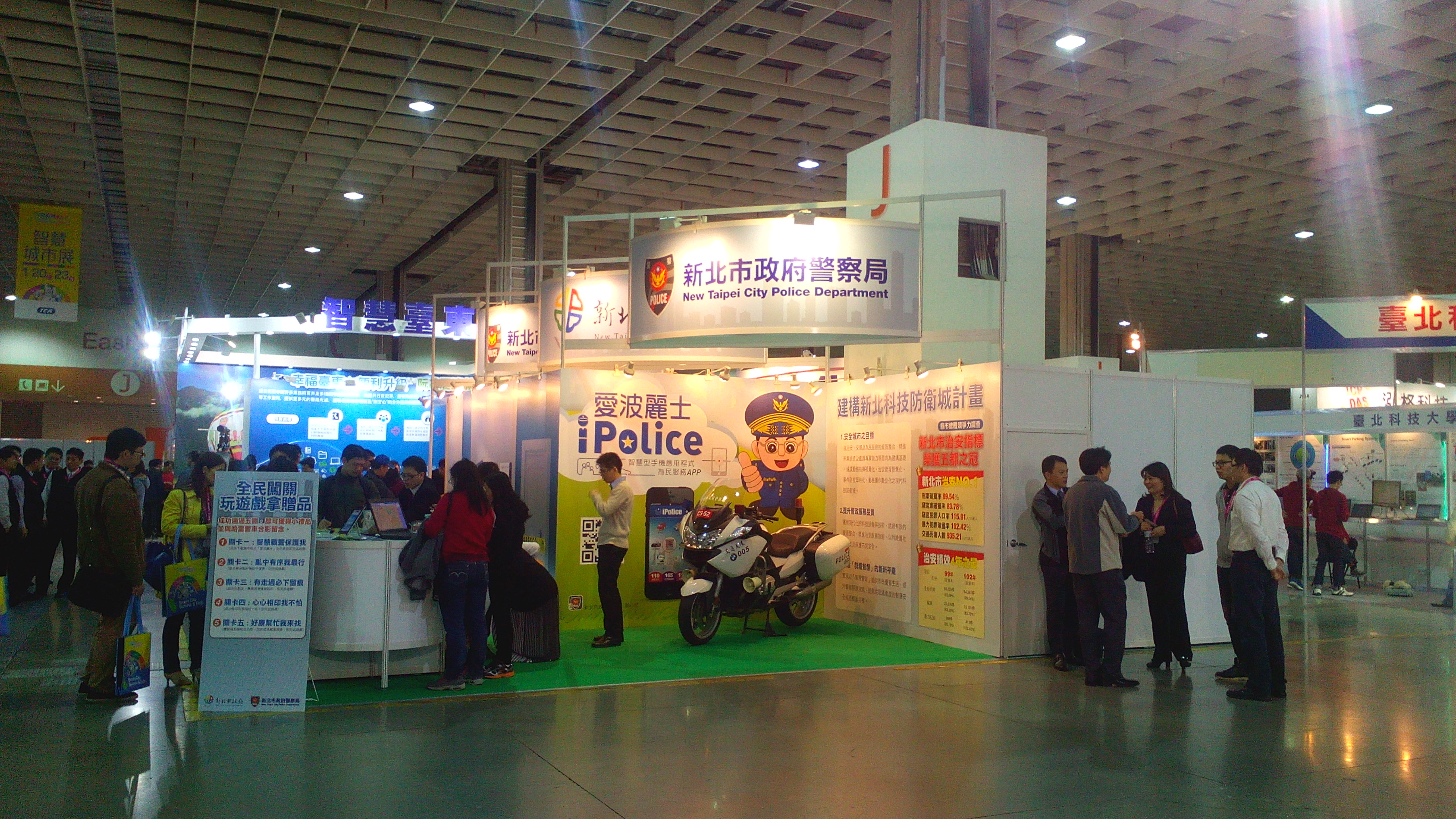
新北市政府的「建構新北科技防衛城計畫」在創新應用競賽中獲獎，並於展覽期間進行主題展示。

## 特殊紀錄
- 首個開辦當屆就獲得「台灣會展獎」金質獎的會展活動[8]

## 爭議
智慧城市展雖以各類解決方案的展示作為主軸，但參展單位卻多半與公部門關係密切，且部分業者的解決方案，在實際模擬時仍不時發生小錯誤，而被台灣科技網站《硬塞的網路趨勢觀察》點名質疑，並開始憂心展覽品質是否能在未來獲得改善。

## 相關會議展覽
- 台北國際安全博覽會（安全產業，由法蘭克福展覽集團（英语：Messe Frankfurt）旗下之「法蘭克福新時代傳媒」主辦）
- 國際智慧城市論壇高峰會（台灣僅有台北市與台中市先後於2006年與2013年舉辦過，每年由國際智慧城市論壇組織選定不同的城市舉辦）
- 台北國際電腦展覽會（資通訊產業，與外貿協會合辦）
- 台北國際電信展（繼承其地位）

## 資料來源
1. ↑  蕭韻純、江碩涵. . 產業．策略 (聯合報). 2015年1月21日: AA2.
2. ↑  甘偉中. . 今日新聞網. 2013年9月27日  [2015年1月23日]. （原始内容存档于2015年1月23日）.
3. ↑  黃志偉. . 工商時報. 2013年10月3日  [2015年1月23日]. （原始内容存档于2015年1月23日）.
4. ↑  甘芝萁. . 自由時報. 2015年1月17日  [2015年1月26日]. （原始内容存档于2015年1月21日）.
5. 1 2  黃志偉. . 工商時報. 2015年1月13日  [2015年1月27日]. （原始内容存档于2015年6月12日）.
6. ↑  邢利宇、路梅. . 中国新闻社. 2015年1月20日  [2015年1月27日]. （原始内容存档于2015年1月21日）.
7. ↑   (新闻稿). 2014年2月24日  [2015年1月26日]. （原始内容存档于2014年3月6日）.
8. ↑  鄒宜珊. . 電子時報. 2014年9月29日  [2015年1月23日]. （原始内容存档于2015年1月23日）.
9. ↑  . 2015年1月23日  [2015年1月26日]. （原始内容存档于2015年1月26日）.
10. ↑  . 台灣蘋果日報. 2015年1月23日  [2015年1月26日]. （原始内容存档于2015年1月26日）.